# Ascolepis eriocauloides
Ascolepis eriocauloides là một loài thực vật có hoa trong họ Cói. Loài này được (Steud.) Nees ex Steud. mô tả khoa học đầu tiên năm 1855.